# Pseudoleskea tectorum
Pseudoleskea tectorum là một loài Rêu trong họ Leskeaceae. Loài này được (Funck ex Brid.) Schimp. mô tả khoa học đầu tiên năm 1876.